# Aleksandr Bednov
Aleksandr Aleksandrovitch Bednov (en russe : Алекса́ндр Алекса́ндрович Бедно́в ; en ukrainien : Олекса́ндр Олекса́ндрович Бєдно́в, Oleksandr Oleksandrovytch Bednov ; 29 août 1969 - 1er janvier 2015) est un ancien officier de la militsiya soviétique et ukrainienne et commandant rebelle de la république populaire de Lougansk en Ukraine. Chef prorusse du Batman Rapid Response Group, il est éliminé à Louhansk, avec des rapports contradictoires sur la responsabilité de l'opération.

## Décès
Aleksandr Bednov a commandé le groupe d'intervention rapide "Batman" (également connu sous le nom de bataillon Batman) jusqu'à ce qu'il soit tué lors d'une attaque contre son convoi le 1er janvier 2015. Les membres du groupe ont déclaré que l'attaque a été ordonnée par le chef de la république populaire de Lougansk (RPL) Igor Plotnitski. Selon eux, Bednov et ses combattants ont été abattus "sur ordre de Plotnitsky" parce qu'il avait « l'ordre de balayer tous les commandants intransigeants, ». À la suite de cette attaque, la RPL[Qui ?] arrête certains des hommes de Bednov et dissout le bataillon. Une partie de son personnel est dispersée dans d'autres unités de la RPL, tandis que les commandants de terrain de la république populaire de Donetsk Mikhaïl Tolstykh et Arsen Pavlov ont invité d'anciens membres à rejoindre leurs bataillons.